# Eugène Graff
Eugène Graff, de vrai nom Victorin Eugène Graff, né le 22 février 1862 à Audincourt et mort le 26 septembre 1935 à Thiais, est un sculpteur sourd du XIXe siècle. Il est connu pour la création d'un foyer des sourds à Paris qui n'est jamais achevé.

## Biographie
Eugène Graff est né le 22 février 1862 à Audincourt (Doubs). Son père est Victor Eugène Graff et sa mère Caroline Jacquot. Il étudie à l'institution de Sourd-Muets de Nancy sous la direction de Joseph Piroux.
Il est le fondateur de la Ligue pour l'Union Amicale des Sourds-Muets de France en 1886 puis Sou du Cercle des Sourds-Muets en 1896[réf. souhaitée].

### Foyer des Sourd-Muets
En 1924, on[Qui ?] achete le terrain de 679 m² puis 1076 m² vers mars 1921.
Le 17 juillet 1932, les travaux débutent. Mais, Eugène Graff doit se retirer en raison d'une maladie, les successeurs n'arrivent pas à continuer des travaux et la Guerre entraîne   l'abandon.
Il meurt le 26 septembre 1935 et est enterré au cimetière de Thiais.

## Vie privée
Eugène Graff est marié avec Hélène Armandine Lefèbvre[réf. souhaitée] et a une fille: Lucie

## Distinctions et récompenses
- Officier de l'ordre des Palmes académiques (Précisément: Officier de l'Instruction Publique) en 1910
- Chevalier de la Légion d'honneur en septembre 1923[6]
- Médaille d'or de l'Assistance publique
- Médaille d'or de la mutualité
- Médaille d'or de la prévoyance sociale